# Судебный конституционный контроль
Судебный конституционный контроль — вид конституционного контроля, при котором обязанности органа конституционного контроля поручаются суду.
Как осуществляется судебный конституционный контроль?
Целесообразность поручения конституционного нормоконтроля отдельному специализированному органу продиктована тем, что в современных условиях в демократическом правовом государстве с разделением властей и политическим плюрализмом могут сосуществовать разные мнения о конституционности тех или иных законов и подзаконных актов. Кроме того, высшие акты государства могут противоречить конституции . В федеративном государстве центральная власть может усомниться в конституционности актов субъектов, а субъекты федерации, в свою очередь, вправе не согласиться с позициями закона как центрального документа и найти в нём угрозу своим интересам.
Существует две модели конституционного контроля:
- Конституционный контроль осуществляется в рамках судебной власти.
- Конституционный контроль осуществляется квазисудебным органом, создаваемый государством (Конституционный совет Франции).

В свою очередь, судебный конституционный контроль также имеет свои разновидности:
- Его осуществляет высший суд судебной системы государства (Верховный суд США).
- Его осуществляет специальная палата высшего суда судебной системы государства (например, в Швейцарии)
- Его осуществляет специальный суд для выполнения функций конституционного контроля (Австрия, Германия и многие другие страны)

В Российской Федерации конституционным контролем занимается специальный суд — Конституционный суд Российской Федерации.